# Jürgen Brodwolf
Jürgen Brodwolf (* 14. März 1932 in Dübendorf) ist ein Schweizer Bildhauer und Objektkünstler, wohnhaft in Kandern.

## Werdegang
Jürgen Brodwolf bildete sich 1948 an der Kunstgewerbeschule in Bern zum Zeichnerlithographen aus. Nach Abschluss seines Studiums 1953 hielt er sich in Paris auf und übte sich autodidaktisch in der Malerei. 1955 erhielt er ein Eidgenössisches Kunststipendium für Malerei, ließ sich 1957 in Vogelbach im Südschwarzwald – wo er bis 1995 wohnte und arbeitete – nieder und betätigte sich als Fresko-Restaurator und Glasmaler. Ein Stipendium an der Akademie der Künste in Berlin erhielt er im Jahre 1968. Im Jahre 1976 erhielt er eine Professur für darstellendes Zeichnen an der Fachhochschule für Gestaltung Pforzheim. Es folgte ab Sommersemester 1982 eine Professur für Bildhauerei (Nachfolge Rudolf Hoflehner) an der Staatlichen Akademie der Bildenden Künste Stuttgart, die er bis 1994 innehatte. Seit 1980 hält sich der Künstler wiederholt in Vezia im Tessin auf, das noch bis heute zu seinem Zweitwohnsitz zählt. Bekannte Schüler sind Camill Leberer und Karin Sander. Seit 1995 wohnt er in Kandern im ehemaligen Städtischen Krankenhaus, das zu seiner Kunst-, Arbeits- und Lebensstätte wurde.

## Werk
Brodwolf wuchs ohne Geschwister in einer unberührten Naturlandschaft auf, und verschiedene Naturgegenstände wie Zweige, Moos, Schwemmholz regten die reiche kindliche Phantasie früh zu figürlichem und szenischem Gestalten an. Der Bezug zu archaischen Kindheitseindrücken und archetypischen Idolen setzt sich bis in seine reifen Werke fort. 1959 entdeckt Jürgen Brodwolf die Tubenfigur, die von nun an zu seinem „Monogramm“ wird und für die er bis heute bekannt ist. Die Tubenfiguren, die durch den Anblick einer ausgedrückten und eigentümlich verformten, figürlich anmutenden Farbtube im Malatelier ausgelöst wurden, sind bis heute noch Teil seiner Kunstwerke. Das Fundstück kann als Weiterentwicklung des Ready-mades angesehen werden. Die Verwendung der Tubenfigur hat er im Laufe der Jahre stets weiter entwickelt. So entstanden 1965 die ersten Figurenkästen, das sind kastenartige Werke, die verschiedene Tubenfiguren beinhalten. Figuren im grösseren Format schafft der Künstler ab dem Jahr 1972, indem er die Figuren aus Blei formt und somit nicht mehr an die vorgegebene Tubengrösse gebunden ist. Zudem entstehen die ersten elektromechanische Figurentheater. Er erweitert zunehmen sein Repertoire an Figuren, sodass in den darauffolgenden Jahren Leinwand-, Papp- und Pappmachéfiguren entstehen. 1993 entdeckt Brodwolf die Papierfigur, die er zumeist in denselben Dimensionen der Tubenfigur bis heute noch verwendet. 1999 schafft er die erste Pigmentfigur und 2002 widmet er sich dem Material Bronze mit den ersten Bronzefiguren. Brodwolf verwendet über die Tube hinaus, zahlreiche andere Gebrauchsgegenstände, wie etwa Pinsel, Stoffe, Ofenkacheln usw., die er in seinen Werken ein- und verarbeitet. Somit verlieren diese Gegenstände an ihrer Bedeutung und Funktion und werden zu Teilen seiner Kunstwerke. Während all seiner künstlerischen Entwicklung fliessen deutlich die Kenntnisse, die er während seiner Tätigkeit als Restaurator erworben hat, über Einsatz, Gebrauch und Eigenschaften verschiedener Substanzen, in seine Werke mit ein und erzeugen das enorm breite Variations-Spektrum seines Œuvres.

## Ursprung der Tubenfigur
Jürgen Brodwolf Fantasie wurde bereits in seiner Kindheit angeregt. Seine frühe Kindheit verbrachte er ohne Geschwister und Spielgefährten in einer noch sehr unberührten Landschaft, mit Busch- und Baumwäldern, Weideflächen, Mooren und Weihern und machte diese Umgebung zu seinem persönlichen Spielplatz. Der Künstler selbst beschreibt die enorme Fähigkeit aus der Kindheit, in formtypische Steine, Hölzer, Zweige usw. Menschen- und Tierwesen hinein zu projizieren oder herauszulesen: „Da verwandelt sich eine Hand voll Schwemmhölzer am Fluss, gebrochene Baumzweige, vermoderte Holzstücke im Wald zu Vater, Mutter, Prinz, König, Hexe, Teufel, Zwerg.“ So schuf sich der Künstler als Kind seine eigenen Spielkameraden in den fantasievollen Gestalten, entnommen aus seiner unmittelbaren Umgebung. Später formte der junge Jürgen Brodwolf Figuren aus Stanniolpapier und spielte mit diesen, insbesondere während der Wintermonate, vor Pappschachtelbühnen und selbst gebastelten Kulissen. Dies bildet den Ursprung seiner späteren Tubenfiguren. Zwischen den letzten Stainiolfiguren und den ersten Tubenfiguren liegen etwa 20 Jahre. Die Kindertage mit seinen erschaffenen Figuren im Wald blieben dem Künstler stets in Erinnerung, die insbesondere zum Vorschein kam, als er eine ausgedrückte Farbtube auf dem Metalltisch neben seiner Staffelei liegen sah und in deren zufällig, unabsichtlichen Verformung er sofort figurative Züge erkannte, die dem Ur- oder Vorbild seiner inneren Figur entsprachen. So knüpfte der Künstler im Alter von fast 30 Jahren an die Figurenrelikte seiner Kindheit an und fand somit zu seiner individuellen und eigenen Sprache in der Kunst. Doch die Tubenfigur soll nicht nur als sein „Markenzeichen“ gesehen werden, sondern vielmehr als archetypische, idolhafte Figur mit dem Phänomen der ständigen Wandlungsfähigkeit, die der Künstler nun seit fast 60 Jahren in seiner Kunst ver- und bearbeitet und somit immer wieder zu neuen Figurentypen gelangt.

## Preise und Ehrungen
- 1970: Förderpreis der Reinhold-Schneider-Stiftung Freiburg
- 1975: Kunstpreis der Böttcherstraße Bremen
- 1981: Hans-Thoma-Preis
- 1986: Kunstpreis der Stadt Darmstadt
- 1989: Kunstpreis der Stadt Stuttgart
- 1995: Kunstpreis der Künstler, Düsseldorf
- 2011: Erich-Heckel-Preis des Freundeskreises des Künstlerbundes Baden-Württemberg e. V.

## Ausstellungen (Auswahl)
- 1974: Kunstverein in Hamburg (Spurensicherung)
- 1977: documenta 6, Kassel
- 1982: Biennale von Venedig, Venedig
- 1984: Kunstverein Ingolstadt, Ingolstadt
- 1984: Plastik der 60er und 70er Jahre im Südwesten, Galerie der Stadt Esslingen am Neckar, Villa Merkel
- 1990: Martin-Gropius-Bau, Berlin
- 1991: Museum für Zeitgenössische Kunst, Oslo
- 1992: Mathildenhöhe Darmstadt
- 1993: Gerhard-Marcks-Haus, Bremen
- 1995: Gaswerkhallen, Amsterdam
- 1999: Jürgen Brodwolf, Städtische Kunsthalle Mannheim, Mannheim
- 1998: First Int. Ink Painting Biennal of Shenzhen, China
- 2002: Kunsthalle Villa Kobe, Halle (Saale)
- 2003: 6. Esposizione Int. di Sculture e Installazione, Venedig-Lido
- 2005: Inwendig voller Figur, Stiftung Museum Schloss Moyland
- 2005: Stuttgarter Begegnungen: die Schenkung Wolfgang Kermer, Städtische Galerie Neunkirchen[7]
- 2009: Jürgen Brodwolf. Galerie Voegtle, Karlsruhe
- 2012: Jürgen Brodwolf. Retrospektive zum 80. Geburtstag, Museum Villa Haiss, Zell am Harmersbach
- 2013: Spurenbücher, Galerie Fluchtstab, Staufen im Breisgau
- 2014: Der Figurist – Frühe und aktuelle Arbeiten, Galerie Boisserée, Köln
- 2015: Neue Arbeiten, Galerie Pro Arte, Freiburg im Breisgau
- 2016: Thema Figur, Markgräfler Museum Müllheim im Blankenhorn-Palais, Müllheim
- 2017: Jürgen Brodwolf, Galerie Schoots + Van Duyse, Antwerpen
- 2018: Einblicke – Ausblicke, Museum für aktuelle Kunst – Sammlung Hurrle, Durbach
- 2019: Jürgen Brodwolf – Entschleunigung, Galerie Henze & Ketterer & Triebold, Riehen/Basel

## Stiftung
Am 29. August 2005 wurde die Jürgen-Brodwolf-Stiftung gegründet. Sie hat ihren Sitz im Atelierhaus des Künstlers, einem Gebäude aus dem 16. Jh. (Verweserei des einstigen Eisenwerkes) und ehemaligem Kranken- und Altenheim der Stadt Kandern. Die Räumlichkeiten beinhalten neben einer Sammlung von Arbeiten befreundeter Künstler auch einen Teil des Lebenswerkes von Brodwolf und sollen später in ein Museum umgewandelt werden.

## Publikationen
- mit Peter Härtling: Zwanzig Transparentblätter / Fünfzehn Gedichte. Radius-Verlag, Stuttgart 1989
- mit Robert Creeley: Ränder. Offsetlithografien und Gedichte. Verlag Thomas Reche, Neumarkt 2004.